# Epatlán
Epatlán är en kommun i Mexiko.   Den ligger i delstaten Puebla, i den sydöstra delen av landet, 120 km sydost om huvudstaden Mexico City.
Följande samhällen finns i Epatlán:
- Emiliano Zapata
- Tepeacatzingo
- San Mateo Oxtotla
- San Miguel el Pedregal
- Las Tres Cruces